# Danh sách tiểu hành tinh: 3801–3900
| Tên                | Tên đầu tiên | Ngày phát hiện       | Nơi phát hiện           | Người phát hiện                                        |
| ------------------ | ------------ | -------------------- | ----------------------- | ------------------------------------------------------ |
| 3801 Thrasymedes   | 1985 VS      | 6 tháng 11 năm 1985  | Kitt Peak               | Spacewatch                                             |
| 3802 Dornburg      | 1986 PJ4     | 7 tháng 8 năm 1986   | Tautenburg Observatory  | F. Börngen                                             |
| 3803 Tuchkova      | 1981 TP1     | 2 tháng 10 năm 1981  | Nauchnij                | L. V. Zhuravleva                                       |
| 3804 Drunina       | 1969 TB2     | 8 tháng 10 năm 1969  | Nauchnij                | L. I. Chernykh                                         |
| 3805 Goldreich     | 1981 DK3     | 28 tháng 2 năm 1981  | Siding Spring           | S. J. Bus                                              |
| 3806 Tremaine      | 1981 EW32    | 1 tháng 3 năm 1981   | Siding Spring           | S. J. Bus                                              |
| 3807 Pagels        | 1981 SE1     | 16 tháng 9 năm 1981  | Anderson Mesa           | B. A. Skiff, N. G. Thomas                              |
| 3808 Tempel        | 1982 FQ2     | 24 tháng 3 năm 1982  | Tautenburg Observatory  | F. Börngen                                             |
| 3809 Amici         | 1984 FA      | 26 tháng 3 năm 1984  | Bologna                 | Osservatorio San Vittore                               |
| 3810 Aoraki        | 1985 DX      | 20 tháng 2 năm 1985  | Lake Tekapo             | A. C. Gilmore, P. M. Kilmartin                         |
| 3811 Karma         | 1953 TH      | 13 tháng 10 năm 1953 | Turku                   | L. Oterma                                              |
| 3812 Lidaksum      | 1965 AK1     | 11 tháng 1 năm 1965  | Nanking                 | Purple Mountain Observatory                            |
| 3813 Fortov        | 1970 QA1     | 30 tháng 8 năm 1970  | Nauchnij                | T. M. Smirnova                                         |
| 3814 Hoshi-no-mura | 1981 JA      | 4 tháng 5 năm 1981   | Tōkai                   | T. Furuta                                              |
| 3815 König         | 1959 GG      | 15 tháng 4 năm 1959  | Heidelberg              | A. König, G. Jackisch, W. Wenzel                       |
| 3816 Chugainov     | 1975 VG9     | 8 tháng 11 năm 1975  | Nauchnij                | N. S. Chernykh                                         |
| 3817 Lencarter     | 1979 MK1     | 25 tháng 6 năm 1979  | Siding Spring           | E. F. Helin, S. J. Bus                                 |
| 3818 Gorlitsa      | 1979 QL8     | 20 tháng 8 năm 1979  | Nauchnij                | N. S. Chernykh                                         |
| 3819 Robinson      | 1983 AR      | 12 tháng 1 năm 1983  | Anderson Mesa           | B. A. Skiff                                            |
| 3820 Sauval        | 1984 DV      | 25 tháng 2 năm 1984  | La Silla                | H. Debehogne                                           |
| 3821 Sonet         | 1985 RC3     | 6 tháng 9 năm 1985   | La Silla                | H. Debehogne                                           |
| 3822 Segovia       | 1988 DP1     | 21 tháng 2 năm 1988  | Geisei                  | T. Seki                                                |
| 3823 Yorii         | 1988 EC1     | 10 tháng 3 năm 1988  | Yorii                   | M. Arai, H. Mori                                       |
| 3824 Brendalee     | 1929 TK      | 5 tháng 10 năm 1929  | Flagstaff               | C. W. Tombaugh                                         |
| 3825 Nürnberg      | 1967 UR      | 30 tháng 10 năm 1967 | Hamburg-Bergedorf       | L. Kohoutek                                            |
| 3826 Handel        | 1973 UV5     | 27 tháng 10 năm 1973 | Tautenburg Observatory  | F. Börngen                                             |
| 3827 Zdeněkhorský  | 1986 VU      | 3 tháng 11 năm 1986  | Kleť                    | A. Mrkos                                               |
| 3828 Hoshino       | 1986 WC      | 22 tháng 11 năm 1986 | Toyota                  | K. Suzuki, T. Urata                                    |
| 3829 Gunma         | 1988 EM      | 10 tháng 3 năm 1988  | Chiyoda                 | T. Kojima                                              |
| 3830 Trelleborg    | 1986 RL      | 11 tháng 9 năm 1986  | Đài thiên văn Brorfelde | P. Jensen                                              |
| 3831 Pettengill    | 1986 TP2     | 7 tháng 10 năm 1986  | Anderson Mesa           | E. Bowell                                              |
| 3832 Shapiro       | 1981 QJ      | 30 tháng 8 năm 1981  | Anderson Mesa           | E. Bowell                                              |
| 3833 Calingasta    | 1971 SC      | 27 tháng 9 năm 1971  | El Leoncito             | J. Gibson, C. U. Cesco                                 |
| 3834 Zappafrank    | 1980 JE      | 11 tháng 5 năm 1980  | Kleť                    | L. Brožek                                              |
| 3835 Korolenko     | 1977 SD3     | 23 tháng 9 năm 1977  | Nauchnij                | N. S. Chernykh                                         |
| 3836 Lem           | 1979 SR9     | 22 tháng 9 năm 1979  | Nauchnij                | N. S. Chernykh                                         |
| 3837 Carr          | 1981 JU2     | 6 tháng 5 năm 1981   | Palomar                 | C. S. Shoemaker                                        |
| 3838 Epona         | 1986 WA      | 27 tháng 11 năm 1986 | Palomar                 | A. Maury                                               |
| 3839 Bogaevskij    | 1971 OU      | 26 tháng 7 năm 1971  | Nauchnij                | N. S. Chernykh                                         |
| 3840 Mimistrobell  | 1980 TN4     | 9 tháng 10 năm 1980  | Palomar                 | C. S. Shoemaker                                        |
| 3841 Dicicco       | 1983 VG7     | 4 tháng 11 năm 1983  | Anderson Mesa           | B. A. Skiff                                            |
| 3842 Harlansmith   | 1985 FC1     | 21 tháng 3 năm 1985  | Anderson Mesa           | E. Bowell                                              |
| 3843 OISCA         | 1987 DM      | 28 tháng 2 năm 1987  | Gekko                   | Y. Oshima                                              |
| 3844 Lujiaxi       | 1966 BZ      | 30 tháng 1 năm 1966  | Nanking                 | Purple Mountain Observatory                            |
| 3845 Neyachenko    | 1979 SA10    | 22 tháng 9 năm 1979  | Nauchnij                | N. S. Chernykh                                         |
| 3846 Hazel         | 1980 TK5     | 9 tháng 10 năm 1980  | Palomar                 | C. S. Shoemaker                                        |
| 3847 Šindel        | 1982 DY1     | 16 tháng 2 năm 1982  | Kleť                    | A. Mrkos                                               |
| 3848 Analucia      | 1982 FH3     | 21 tháng 3 năm 1982  | La Silla                | H. Debehogne                                           |
| 3849 Incidentia    | 1984 FC      | 31 tháng 3 năm 1984  | Anderson Mesa           | E. Bowell                                              |
| 3850 Peltier       | 1986 TK2     | 7 tháng 10 năm 1986  | Anderson Mesa           | E. Bowell                                              |
| 3851 Alhambra      | 1986 UZ      | 30 tháng 10 năm 1986 | Geisei                  | T. Seki                                                |
| 3852 Glennford     | 1987 DR6     | 24 tháng 2 năm 1987  | La Silla                | H. Debehogne                                           |
| 3853 Haas          | 1981 WG1     | 24 tháng 11 năm 1981 | Anderson Mesa           | E. Bowell                                              |
| 3854 George        | 1983 EA      | 13 tháng 3 năm 1983  | Palomar                 | C. S. Shoemaker                                        |
| 3855 Pasasymphonia | 1986 NF1     | 4 tháng 7 năm 1986   | Palomar                 | E. F. Helin                                            |
| 3856 Lutskij       | 1976 QX      | 26 tháng 8 năm 1976  | Nauchnij                | N. S. Chernykh                                         |
| 3857 Cellino       | 1984 CD1     | 8 tháng 2 năm 1984   | Anderson Mesa           | E. Bowell                                              |
| 3858 Dorchester    | 1986 TG      | 3 tháng 10 năm 1986  | Đài thiên văn Brorfelde | P. Jensen                                              |
| 3859 Börngen       | 1987 EW      | 4 tháng 3 năm 1987   | Anderson Mesa           | E. Bowell                                              |
| 3860 Plovdiv       | 1986 PM4     | 8 tháng 8 năm 1986   | Smolyan                 | E. W. Elst, V. G. Ivanova                              |
| 3861 Lorenz        | A910 FA      | 30 tháng 3 năm 1910  | Heidelberg              | J. Helffrich                                           |
| 3862 Agekian       | 1972 KM      | 18 tháng 5 năm 1972  | Nauchnij                | T. M. Smirnova                                         |
| 3863 Gilyarovskij  | 1978 SJ3     | 16 tháng 9 năm 1978  | Nauchnij                | L. V. Zhuravleva                                       |
| 3864 Søren         | 1986 XF      | 6 tháng 12 năm 1986  | Đài thiên văn Brorfelde | P. Jensen                                              |
| 3865 Lindbloom     | 1988 AY4     | 13 tháng 1 năm 1988  | La Silla                | H. Debehogne                                           |
| 3866 Langley       | 1988 BH4     | 20 tháng 1 năm 1988  | La Silla                | H. Debehogne                                           |
| 3867 Shiretoko     | 1988 HG      | 16 tháng 4 năm 1988  | Kitami                  | M. Yanai, K. Watanabe                                  |
| 3868 Mendoza       | 4575 P-L     | 24 tháng 9 năm 1960  | Palomar                 | C. J. van Houten, I. van Houten-Groeneveld, T. Gehrels |
| 3869 Norton        | 1981 JE      | 3 tháng 5 năm 1981   | Anderson Mesa           | E. Bowell                                              |
| 3870 Mayré         | 1988 CG3     | 13 tháng 2 năm 1988  | La Silla                | E. W. Elst                                             |
| 3871 Reiz          | 1982 DR2     | 18 tháng 2 năm 1982  | La Silla                | R. M. West                                             |
| 3872 Akirafujii    | 1983 AV      | 12 tháng 1 năm 1983  | Anderson Mesa           | B. A. Skiff                                            |
| 3873 Roddy         | 1984 WB      | 21 tháng 11 năm 1984 | Palomar                 | C. S. Shoemaker                                        |
| 3874 Stuart        | 1986 TJ1     | 4 tháng 10 năm 1986  | Anderson Mesa           | E. Bowell                                              |
| 3875 Staehle       | 1988 KE      | 17 tháng 5 năm 1988  | Palomar                 | E. F. Helin                                            |
| 3876 Quaide        | 1988 KJ      | 19 tháng 5 năm 1988  | Palomar                 | E. F. Helin                                            |
| 3877 Braes         | 3108 P-L     | 24 tháng 9 năm 1960  | Palomar                 | C. J. van Houten, I. van Houten-Groeneveld, T. Gehrels |
| 3878 Jyoumon       | 1982 VR4     | 14 tháng 11 năm 1982 | Kiso                    | H. Kosai, K. Hurukawa                                  |
| 3879 Machar        | 1983 QA      | 16 tháng 8 năm 1983  | Kleť                    | Z. Vávrová                                             |
| 3880 Kaiserman     | 1984 WK      | 21 tháng 11 năm 1984 | Palomar                 | C. S. Shoemaker, E. M. Shoemaker                       |
| 3881 Doumergua     | 1925 VF      | 15 tháng 11 năm 1925 | Algiers                 | B. Jekhovsky                                           |
| 3882 Johncox       | 1962 RN      | 7 tháng 9 năm 1962   | Brooklyn                | Đại học Indiana                                        |
| 3883 Verbano       | 1972 RQ      | 7 tháng 9 năm 1972   | Nauchnij                | N. S. Chernykh                                         |
| 3884 Alferov       | 1977 EM1     | 13 tháng 3 năm 1977  | Nauchnij                | N. S. Chernykh                                         |
| 3885 Bogorodskij   | 1979 HG5     | 25 tháng 4 năm 1979  | Nauchnij                | N. S. Chernykh                                         |
| 3886 Shcherbakovia | 1981 RU3     | 3 tháng 9 năm 1981   | Nauchnij                | N. S. Chernykh                                         |
| 3887 Gerstner      | 1985 QX      | 22 tháng 8 năm 1985  | Kleť                    | A. Mrkos                                               |
| 3888 Hoyt          | 1984 FO      | 28 tháng 3 năm 1984  | Palomar                 | C. S. Shoemaker                                        |
| 3889 Menshikov     | 1972 RT3     | 6 tháng 9 năm 1972   | Nauchnij                | L. V. Zhuravleva                                       |
| 3890 Bunin         | 1976 YU5     | 18 tháng 12 năm 1976 | Nauchnij                | L. I. Chernykh                                         |
| 3891 Werner        | 1981 EY31    | 3 tháng 3 năm 1981   | Siding Spring           | S. J. Bus                                              |
| 3892 Dezsö         | 1941 HD      | 19 tháng 4 năm 1941  | Turku                   | L. Oterma                                              |
| 3893 DeLaeter      | 1980 FG12    | 20 tháng 3 năm 1980  | Perth Observatory       | M. P. Candy                                            |
| 3894 Williamcooke  | 1980 PQ2     | 14 tháng 8 năm 1980  | Perth Observatory       | P. Jekabsons, M. P. Candy                              |
| 3895 Earhart       | 1987 DE      | 23 tháng 2 năm 1987  | Palomar                 | C. S. Shoemaker                                        |
| 3896 Pordenone     | 1987 WB      | 18 tháng 11 năm 1987 | Chions                  | J. M. Baur                                             |
| 3897 Louhi         | 1942 RT      | 8 tháng 9 năm 1942   | Turku                   | Y. Väisälä                                             |
| 3898 Curlewis      | 1981 SF9     | 16 tháng 9 năm 1981  | Perth Observatory       | M. P. Candy                                            |
| 3899 Wichterle     | 1982 SN1     | 17 tháng 9 năm 1982  | Kleť                    | M. Mahrová                                             |
| 3900 Knežević      | 1985 RK      | 14 tháng 9 năm 1985  | Anderson Mesa           | E. Bowell                                              |